# Referendum
Referendum ili plebiscit je oblik izravnoga odlučivanja, izjašnjavanja građana o nekim pitanjima od osobite važnosti za užu ili širu zajednicu; podvrgavanje prijedloga novog ustava, ustavnih promjena, nekog zakona ili političke odluke od bitnog značenja (na državnoj, regionalnoj ili lokalnoj razini) glasovanju građana koji odlučuju o tome sa "za" ili "protiv" ili s "da" ili "ne".
Pojam referendum dolazi od osnovne latinske riječi refe čije značenje bi se moglo označiti "kao neodlučna borba ili igra" a riječ referendum označava "riješenu stvar, borbu ili igru".

## Vrste referenduma
Po raznim kriterijima razlikujemo više vrsta referenduma:
1. prema širini političke zajednice čiji pripadnici odlučuju neposredno referendumom, razlikujemo:
  - referendum na razini države kao cjeline: obuhvaća neposredno odlučivanje svih građana, birača unutar određene države
  - referendum na razini lokalne političko-teritorijalne jedinice ili tzv. lokalni referendum
2. odlučuje li se referendumom o donošenju odnosno o izmjeni Ustava ili zakona ili nekog drugog općeg akta, razlikuje se:
  - ustavotvorni referendum
  - zakonodavni referendum

Ako za promjenu bilo cijelog ili dijela ustava potrebno sudjelovanje birača, tj. naroda, tada govorimo o ustavotvornom referendumu, koji može biti apsolutno obavezan, relativno i fakultativno obavezan. Ako se za promjenu ustava traži odlučivanje samo od strane predstavničkog tijela, dakle bez utjecaja birača, tada govorimo o zakonodavnom referendumu.
Promjenu ustava mogu vršiti dva tijela:
- ustavnotvorna skupština (konvent)
- redovno zakonodavno predstavničko tijelo

U ostale oblike osobnog sudjelovanja birača u obavljanju državne vlasti i lokalne samouprave spadaju:
- savjetodavni referendum
- zborovi građana
- predstavke građana

## Raspisivanje referenduma
Referendum se raspisuje odlukom. Odluka mora sadržavati naziv tijela koje raspisuje referendum, područje za koje se raspisuje referendum, naziv akta o kojem se odlučuje na referendumu, odnosno naznaku pitanja o kojem, odnosno kojima će birači odlučivati na referendumu, obrazloženje akta ili pitanja o kojem, odnosno kojima se raspisuje referendum, referendumsko pitanje ili pitanja, odnosno jedan ili više prijedloga o kojem će birači odlučivati te nadnevak održavanja referenduma. Odluka o raspisivanju državnog referenduma objavljuje se u državnom službenom glasilu, dnevnom tisku i drugim sredstvima javnog priopćavanja. Odluku o raspisivanju lokalnog referenduma objavljuje se u službenom glasilu jedinice lokalne samouprave, odnosno jedinice područne (regionalne) samouprave, lokalnom dnevnom tisku, drugim sredstvima javnog priopćavanja i na drugi pogodan način. U Republici Hrvatskoj od nadnevka odluke o raspisivanju referenduma do nadnevka održavanja referenduma ne smije proći manje od 20 niti više od 40 dana.

## Referendumi u Hrvatskoj
Hrvatski zakon o referendumu određuje kako birači mogu zatražiti raspisivanje referenduma ako u roku od 15 dana prikupe 10% potpisa birača od ukupnog broja birača u Republici Hrvatskoj. U registru birača je na dan 12. svibnja 2013. bilo 4.514.984 birača, tj. hrvatskih državljana s pravom glasa u Republici Hrvatskoj, dok je u posljednjem[kojem?] popisu birača izbrojeno ukupno 3.738.708 birača s prebivalištem u Hrvatskoj.
Slijede usporedbe hrvatskih uvjeta s onima u nekoliko europskih zemalja:
- Hrvatska:   4.284.889 stanovnika;   373.871   potpisa potrebno prikupiti u roku od   15 dana
- Slovenija:  2.000.000 stanovnika;    40.000   potpisa potrebno prikupiti u roku od   30 dana
- Švicarska:  8.482.000 stanovnika;    50.000   potpisa potrebno prikupiti u roku od   100 dana, za tzv. fakultativni referendum, odn. 100.000 potpisa unutar 18 mjeseci za obligatorni referendum, npr. o pitanjima iz Ustava itd.[6][7][8]
- Mađarska:   9.800.000 stanovnika;   200.000   potpisa potrebno prikupiti u roku od   120 dana

### Održani referendumi
- 1991.: Referendum o hrvatskoj samostalnosti

Referendum o hrvatskoj samostalnosti održan je 19. svibnja 1991. godine
- 2012.: Referendum o pristupanju Hrvatske Europskoj uniji

Referendum o pristupanju Hrvatske Europskoj uniji održan je 22. siječnja 2012. godine
- 2013.: Referendum na lokalnoj razini o izgradnji apartmanskog naselja uz golf na Srđu

Inicijativa za referendum na lokalnoj razini u Dubrovniku o izgradnji apartmanskog naselja uz golf na Srđu, skupila je potreban broj potpisa 2013. godine i raspisan je referendum, ali na njega nije izašao potreban broj birača, tj. više od 50 % biračkog tijela.  85 % Dubrovčana izjasnilo se protiv projekta. Izašlo je 11.977 od ukupno 38.007 Dubrovčana s pravom glasa (31,5 %), za projekt se izjasnilo 1846 birača. Hrvatski političari, od ministara do gradonačelnika, pozivali su na bojkot referenduma odnosno bili su "za gradnju", a iz inozemstva su stizali pritisci "za gradnju". Premijer Zoran Milanović govorio je o golf-resortu na Srđu kao o gotovoj stvari. Aktivističke udruge bile su "za" ili se nisu protivile), nevažećih listića je 77, a 10.056 bilo je protiv izgradnje.
- 2013.: Referendum o ustavnoj definiciji braka

Referendum o ustavnoj definiciji braka održan je 1. prosinca 2013. godine
- 2015.: Neobvezujući referendum na lokalnoj razini u Pločama

Birači iz Ploča odlučivali su o izgradnji termoelektrane na ugljen od 800 MW u Pločama. Održan je 25. siječnja 2015. godine. Referendum je uspio. Izašlo je preko 60% birača, protiv je bilo više od 90%, čime su dbacili mogućnost gradnje potencijalnog velikog zagađivača cijele neretvanske doline i južne Dalmacije. Referendum je raspisalo Gradsko vijeće Ploča na Badnjak 2014., unatoč ranijim odlukama Gradskog vijeća Ploča i Županijske skupštine Dubrovačko-neretvanske županije. Velike zasluge oko organiziranja referenduma pripadaju Udruzi Lijepa naša i Udruzi Škanj.
- 2015.: Savjetodavni referendum na lokalnoj razini u Labinštini

Održan je 29. ožujka 2015. Birači su se izjašnjavali jesu li "za" ili "protiv" ugljena kao energenta termoelektrane Plomin C. Povjerenstvo za provedbu lokalnog referenduma grada Labina tvrdi da referendum nije uspio, jer je izašlo manje od 50 posto stanovnika Labina, Svete Nedelje, Raše, Kršana i Pićna. Ukupna izlaznost na referendum bila je oko 36 posto. Protiv izgradnje izjasnilo se 94 posto građana Labinštine koji su izašli na referendum. Lokalna samouprava je organizirala referendum. Lokalna samouprava je za plin kao energent buduće termoelektrane Plomin C, a protiv ugljena koji opasnim za okoliš i zdravlje ljudi. Članak 58. Zakona o referendumu i drugim oblicima osobnog sudjelovanja u obavljanju državne vlasti i lokalne i područne (regionalne) samouprave kaže da se na savjetodavnom referendumu odlučuje se većinom glasova birača koji su izašli na glasovanje.

### Referendumske inicijative
- 2007.: Inicijativa za raspisivanje referenduma o prekidu suradnje s Haaškim sudom

Godine 2007. HSP i braniteljske udruge skupljali su potpise za referendum o prekidu suradnje s Haaškim sudom. Prikupljen je potreban broj potpisa, ali je Ustavni sud ocijenio da su sakupljeni uz proceduralne greške, pa referendum nije održan.
- 2008.: Inicijativa za raspisivanje referenduma o pristupanju Hrvatske NATO savezu

Inicijativa "Odbora za referendum" za referendum o pristupanju Hrvatske NATO savezu u ožujku i travnju 2008. godine prikupila je 124.457 potpisa hrvatskih građana.
- 2009.: Inicijativa za raspisivanje referenduma o arbitraži o hrvatsko-slovenskom razgraničenju

Krajem 2009. Građanska inicijativa "More je kopno" sakupljala je potpise za referendum o arbitraži o hrvatsko-slovenskom razgraničenju.
- 2010.: Inicijativa za raspisivanje referenduma o izmjenama Zakona o radu

Krajem lipnja i početkom srpnja 2010. godine pet sindikalnih središnjica prikupilo je 717.149 važećih odnosno priznatih potpisa podrške građana RH za raspisivanje referenduma o izmjenama Zakona o radu. Nakon što su potpisi prikupljeni, Vlada RH je povukla sporni Zakon o radu iz saborske procedure, te je Ustavni sud donio odluku da su prestale postojati pretpostavke za održavanje referenduma. Stoga referendum nije održan.
- 2013.: Inicijativa za raspisivanje referenduma o o 4 pitanja

Inicijativa "Referendumski ustanak" prikupljala je potpise u veljači 2013. godine za referendum o 4 pitanja: 1) jesu li građani za poništenje pretvorbe i privatizacije, 2) jesu li za zabranu rasprodaje državne imovine, prostora i resursa, 3) jesu li za zabranu proizvodnje, prometovanja i prodaje GMO proizvoda, te 4) žele li da se građani ponovno očituju jesu li za članstvo Hrvatske u Europskoj uniji. Za svako pitanje prikupljeno je između 116.816 i 124.500 potpisa.
- 2013.: Inicijativa za raspisivanje referenduma o kvoti za primjenu Ustavnog zakona o pravima manjina

Stožer za obranu hrvatskog Vukovara 16. prosinca 2013. predao je Saboru RH 632.165 potpisa birača za raspisivanje referenduma o kvoti za primjenu Ustavnog zakona o pravima manjina.
Zakon o uporabi jezika i pisma nacionalnih manjina u Republici Hrvatskoj koji određuje kvotu veću od predložene u zahtjevu za referendum još uvijek je na snazi.
Predloženo referendumsko pitanje glasi: Jeste li za to da se članak 12. stavak 1. Ustavnog zakona o pravima nacionalnih manjina („Narodne novine“ br. 155/02, 47/10, 80/10, 93/11) mijenja tako da glasi: „Ravnopravna službena uporaba jezika i pisma kojim se služe pripadnici nacionalne manjine ostvaruje se na području jedinice lokalne samouprave, državne uprave i pravosuđa, kada pripadnici pojedine nacionalne manjine čine najmanje polovinu stanovnika takve jedinice.“
Vlada RH potvrdila je 3. srpnja 2014. da je prikupljeno dovoljno (576.388) valjanih potpisa, a Ustavni sud je u svojoj odluci 12. kolovoza 2014. potvrdio da pitanje nije u suprotnosti s Ustavom, te da je do 2003. manjinski prag bio i viši od ovog predloženog u zahtjevu za referendum.
Ipak, Ustavni sud u svojoj je odluci naveo kako „nije dopušteno raspisivanje referenduma.“
- 2014.: Inicijativa za raspisivanje referendua o donošenju zakona protiv izdvajanja pomoćnih poslova u javnom i državnom sektoru

Inicijativu za referendum o outsourcingu pokrenulo je sedamnaest sindikata iz javnog sektora. Prikupljalo se potpise za raspisivanje referenduma o donošenju zakona protiv izdvajanja pomoćnih poslova u javnom i državnom sektoru. Potpise se prikupljalo od 5. do 18. lipnja 2014. Do 19. lipnja bilo je potrebno prikupiti 375 tisuća potpisa. Nakon vladine provjere broja (i vjerodostojnosti) potpisa, 26. studenoga 2014. objavljeno je da je utvrđeno je da od ukupno 608.503 prikupljenih potpisa, provjerom je utvrđeno da ispravnih potpisa ima više od 547.866, što je zadovoljavalo potrebni kriterij od 10 posto od ukupnog broja birača. Vlada je izvješće uputila u Sabor i potom obratila se Ustavnom sudu za mišljenje. Ustavni sud Republike Hrvatske odlukom od 8. travnja 2015. nije dopustio referendum o outsourcingu, jer je zaključio da referendumsko pitanje nije u skladu s Ustavom te da se o navedenom pitanju ne može odlučivati na referendumu. Ustavni sud je ovako obrazložio: ‘Ustavni sud primjećuje da je Vlada odustala od namjere da uvede odnosno provede navedenu programsku mjeru, ali je Organizacijski odbor unatoč tome ustrajao na svom zahtjevu da Hrvatski sabor raspiše referendum o donošenju ZOPiND-a, s obrazloženjem da “referendumska inicijativa nije imala niti ima za cilj raspisivanje referenduma o odluci Vlade o provođenju outsourcinga“.
- 2014.: Inicijativa za raspisivanje referenduma protiv davanja hrvatskih autocesta u koncesiju

Inicijative "Ne damo naše autoceste" od 11. do 25. listopada 2014. prikupljala je potpise za raspisivanje referenduma protiv davanja hrvatskih autocesta u koncesiju. Prikupila je 530.853 potpisa za referendum o monetizaciji hrvatskih autocesta. Organizatori su sami pri provjeri potpisa eliminirali tridesetak tisuća potpisa jer nisu bili ispravni. Inicijativa "Ne damo naše autoceste" 27. studenoga 2014. predala je zahtjev Ustavnom sudu od kojega traže da do objave rezultata referenduma zabrani Vladi i Ministarstvu prometa poduzimanje daljnjih koraka u postupku monetizacije. Ustavni sud Republike Hrvatske odlukom od 21. travnja 2015. nije dopustio referendum o monetizaciji hrvatskih autocesta. Utvrdio je da referendumsko pitanje „Jeste li za to da se na referendumu donese sljedeći zakon: 'Zakon o dopuni i izmjenama zakona o cestama'“ nije u skladu s Ustavom te je poručio kako o predloženom referendumskom pitanju nije dopušteno raspisivanje referenduma.
- 2015.: Inicijativa za raspisivanje referenduma o istraživanju i vađenju nafte iz Jadrana

Od siječnja 2015. hrvatske ekološke udruge razmatraju pokretanje akcije prikupljanja potpisa za raspisivanje referenduma o istraživanju i vađenju nafte iz Jadrana.
- 2015.: Inicijativa za raspisivanje referenduma protiv novog Zakona o referendumu

Od 30. svibnja do subote 13. lipnja 2015. inicijativa „Za referendum“ prikuplja potpise za raspisivanje referenduma protiv novog Zakona o referendumu. Pokretači i podupirači inicijative referenduma o referendumu smatraju da vladino predloženo novo zakonsko rješenje ima samo jedan cilj – spriječiti buduće građanske referendume, zbog čega to rješenje treba u potpunosti odbaciti. Udruga U ime obitelji poduprijela je ovu inicijativu, premda joj iz ideoloških isključivosti ostalih organizatora nije bilo dopušteno suorganiziranje. Centar za mirovne studije i još 6 udruga, članova Platforme 112, uvjetovali su da se U ime obitelji isključi iz organizacije i sudjelovanja u prikupljanju potpisa. Dva referendumska pitanja koja organizatori namjeravaju postaviti su – da se potpisi za referendum, kao i do sada, mogu prikupljati na svim prikladnim javnim mjestima, te da se referendum ubuduće može raspisati ako to zatraži 200.000 birača, odnosno pet umjesto 10 posto od ukupnog broja birača.
- 2018.: Inicijativa za raspisivanje referenduma građanskih inicijativa "Narod odlučuje" i "Istina o Istanbulskoj"

Od nedjelje 13. svibnja do nedjelje 27. svibnja 2018. godine prikupljali su se potpisi za dvije inicijative: Građanske inicijative Narod odlučuje i Građanske inicijative Istina o Istanbulskoj. Za uspješno prikupljanje potpisa i raspisivanje referenduma potrebno je sakupiti 374.740 važećih potpisa birača.
Inicijativa Narod odlučuje željela je smanjiti broj saborskih mjesta za 25% odnosno na maksimalno 120 zastupnik i broj zastupnika nacionalnih manjina s osam na šest. Također, zalagali su se za tri preferencijska glasa bez izbornog praga, sniženje općeg praga ulaska u Sabor na 4%, dopisno i elektronskog glasovanje, pravedniji raspored izbornih jedinica te smanjenje ovlasti zastupnicima nacionalnih manjina koji ne bi mogli glasovati za proračun i povjerenje Vladi RH. Inicijativa Istina o Istanbulskoj u svojem referendumskom pitanju zalagala se za otkazivanje Konvencije Vijeća Europe o sprečavanju i borbi protiv nasilja nad ženama i nasilja u obitelji (Istanbulske konvencije).
Tijekom skupljanja potpisa obje inicijative naišle su na brojne probleme prilikom organizacije. Grad Zagreb odlučio je naplaćivati 100 kuna po danu za svaku poziciju gdje se prikupljaju potpisi na javnom dobru, a primjerice gradovi Rijeka, Pula, Sisak, Gradac i Senj zabranili su inicijativi Istina o Istanbulskoj prikupljanje potpisa u njihovim gradovima.
Agencija za podršku informacijskim sustavima i informacijskim tehnologijama, nakon višemjesečnog prebrojavanja i provjeravanja potpisa za Ministarstvo uprave, ustanovila je kako niti jedna inicijativna nije prikupila dovoljan broj valjanih potpisa. Za izmjenu članka 72. Ustava Republike Hrvatske građanska inicijativa Narod odlučuje navela je kako je predala 405.342 potpisa. Ukupno je uneseno 412.325 potpisa od kojih je ispravno bilo 371.450 potpisa. Utvrđeno je 40.875 nevažećih potpisa, odnosno 9,91% od ukupnog broja provjerenih potpisa. Za drugo referendumsko pitanje građanske inicijative Narod odlučuje o dopuni Ustava Republike hrvatske člankom 72.a, navela je kako je predala 407.469 potpisa. Ukupno je uneseno 407.835 potpisa od kojih je ispravno 367.169 potpisa. Utvrđeno je 40.666 nevažećih potpisa, odnosno 9,97% ukupnog broja provjerenih potpisa. Građanska inicijativa „Istina o Istanbulskoj“ navela je kako je predala 377.635 potpisa. Ukupno je uneseno 390.916 potpisa od kojih je ispravno bilo 345.942. Utvrđeno je 44.974 nevažećih potpisa, odnosno 11,50% od ukupnog broja provjerenih potpisa.
- 2021.: Inicijativa za raspisivanje referenduma o usvajanju ustavne odredbe prema kojoj bi se o promjeni valute odlučivalo referendumom

Inicijativu za raspisivanje referenduma pokrenule su stranke Hrvatski suverenisti, Hrvatska stranka prava, Neovisni za Hrvatsku i Generacija obnove, a za raspisivanje referenduma trebalo je, od 24. listopada do 7. studenoga 2021., prikupiti 368.867 valjanih potpisa građana. Na referendumu bi građani trebali odgovoriti na pitanje "jesu li za to da u Ustav uđe odredba da je novčana jedinica Republike Hrvatske kuna, koja se dijeli na stotinu lipa i da odluku o promjeni novčane jedinice donose birači na referendumu". Inicijativa nije uspjela sakupiti dovoljno potpisa.

## Vanjske poveznice
Mrežna mjesta
- referendum Hrvatska enciklopedija
- Državno izborno povjerenstvo Republike Hrvatske